# Szata juwenalna

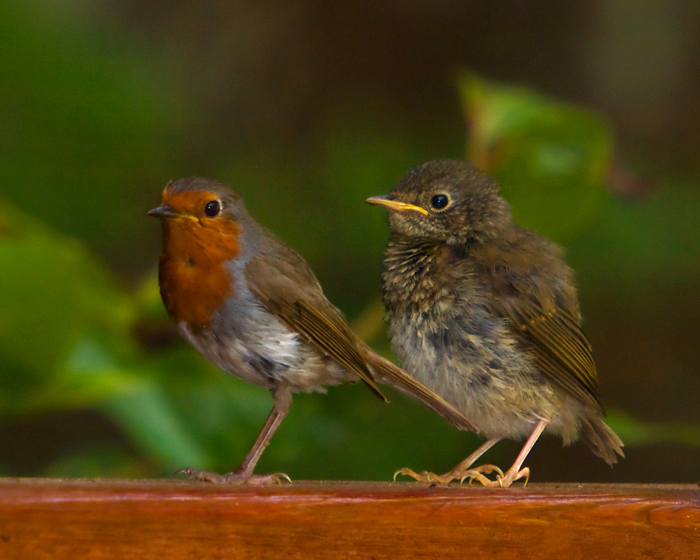
Dorosły i juwenalny rudzik

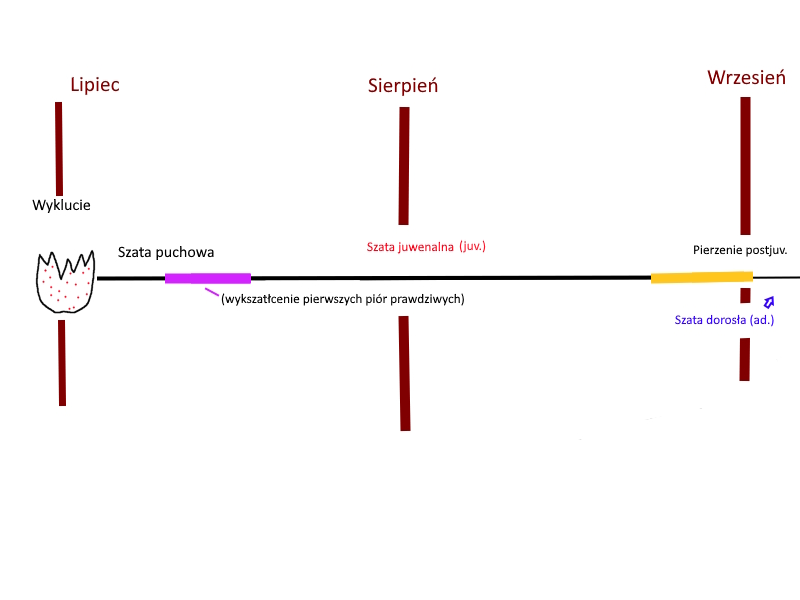
Wizualizacja przebiegu pierzenia u ptaka wróblowego.

Szata juwenalna, oznaczana skrótem „juv.” – pierwsza szata w życiu ptaka składająca się z piór prawdziwych (nie puchowych, które noszone są w gnieździe). Zazwyczaj upierzenie ptaków w szacie juwenalnej mocno odbiega od ostatecznej, dorosłej, bądź bardziej przypomina samicę niż samca. Szata juwenalna oznaczana jest skrótem „juv.”. Niektóre ptaki pierzą się całkowicie jesienią i mają już szatę ptaków dorosłych, ale niektóre (np. mewy), pierzą się kilka lat, nadal nosząc pióra juv. U ptaków, które nie pierzą się całkowicie, wymieniane nie są tylko lotki i sterówki.

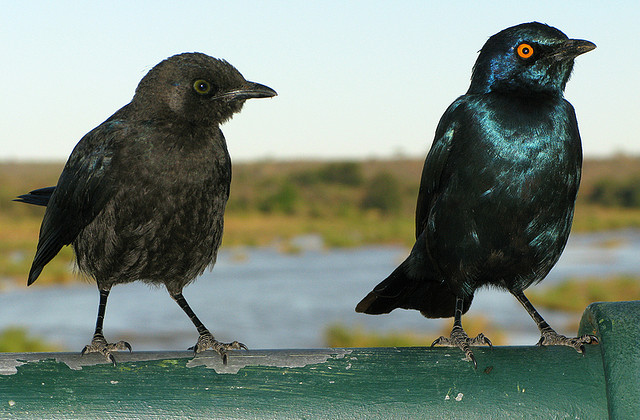
Błyszczak lśniący. Po lewej młody w szacie juwenalnej, po prawej dorosły